# 武藏野銀行
武藏野銀行（日语：／）是日本一家以埼玉縣為主要營業地區的地方銀行，總部位於埼玉市浦和區常盤七丁目4番1號。該行於1952年（昭和27年）10月1日成立，由當時的「埼玉銀行」分拆出獨立經營，成為埼玉縣內唯一的本土地方銀行。武藏野銀行透過廣泛的支店網絡提供存款、貸款、外匯、資產管理、信用擔保等綜合金融服務，長期以來是埼玉縣內中小企業與個人金融的重要支柱。
截至2025年3月31日，武藏野銀行的合併總資產約5兆4,749億日圓，合併純利益達131億日圓。武藏野銀行在埼玉縣內擁有超過90間分支機構，並在東京等周邊地區設有部分支店。該行以「地域密着型經營」為宗旨，積極支援當地企業與居民的融資需求，並透過數位化服務提升便利性。

## 沿革[4]
- 1952年（昭和27年）10月：武藏野銀行在埼玉縣大宮市（現埼玉市大宮區）成立，資本金1億日圓，初設8間分行。[5]
- 1969年8月：現本店大樓完工。10月在東京證券交易所第2部上市。
- 1970年：指定變更為東證第1部上市。
- 1975年2月：綜合線上系統正式啟用，實現帳務即時處理。
- 2003年1月14日：合併北埼信用組合，擴大縣內業務網。
- 2006年1月4日：核心系統遷移至「じゅうだん会共同版システム」。
- 2008年8月4日：與常陽銀行、千葉銀行等地區銀行啟動ATM互免手續費、振込費用優惠的合作。
- 2012年9月：新事務中心完工啟用。
- 2014年2月：清算旗下「ぶぎんビジネスサービス株式会社」。
- 2016年：與千葉銀行締結包括業務合作在內的「千葉・武蔵野聯盟」。
- 2017年4月17日：設立「千葉・武蔵野聯盟株式会社」。
- 2017年5月：宣布現址興建地上14層、地下2層、高90公尺的新本店大樓，於2021年竣工。[6]
- 2017年9月：完成千葉銀行證券系統伺服器更換，開始共同運用。
- 2017年11月：ATM監控業務等與千葉銀行共同化運用。
- 2018年2月13日：為本店大樓重建，暫遷至埼玉市大宮區大成町3丁目264番地2營業。[7]
- 2019年3月1日：取得信託兼營認可，4月開始信託業務。[8]
- 2021年12月13日：新本店大樓開業典禮，1樓的本店營業部同日啟用。
- 2023年1月31日：與東京都廳簽訂合作協定，促進東京都中堅・中小企業永續金融。
- 2023年6月23日：因結構債銷售問題，遭金融廳關東財務局依金融商品取引法發出業務改善命令。[9]
- 2025年3月：合併總資產達到約5兆4,749億日圓，繼續保持埼玉縣內領先的地位。[10]

## 業務範圍
武藏野銀行主要服務埼玉縣內的中小企業與個人客戶，為地方性綜合銀行。該行經營範圍涵蓋存款、貸款、外匯、資產管理、信用擔保、投資信託、保險仲介、信託兼營等多元業務，並持續拓展數位銀行服務，包括網上銀行、行動銀行App、LINE等通訊軟體金融窗口。
武藏野銀行擁有約90間分支機構，以埼玉縣為核心，部分支店設於東京都等首都圈地區。此外，該行積極透過「千葉・武藏野聯盟」等跨地銀合作，擴展金融商品線、證券業務系統共用、ATM業務互通等服務，提升區域金融便利性。近年來，該行也致力於提供綠色金融、永續金融商品，支援地方中小企業的脫碳與ESG轉型。

## 事件

### 2010～2012年挪用事件
2010年2月至2012年3月，武藏野銀行新河岸支店的一名前男性融資課支店長代理（54歲）透過誆稱手續費，騙取客戶簽署提款單，非法提取現金共計214萬日圓。銀行對該行員做出懲戒解雇，向受害客戶全額賠償，並依法通報監管機構、報警處理，經營層亦為此承擔責任，自行減薪。

### 2023年8月個資遺失事件
武藏野銀行行田支店遺失記載2,269名客戶姓名、舊新帳號、住址、電話號碼等資訊的「北埼信用組合舊新口座號對照表」資料夾。銀行調查後認為該資料很可能誤混入報廢文件，隨廢棄箱送業者溶解處理，雖外洩風險極低，但仍主動公告並開設客服窗口應對查詢。

### 2023年仕組債銷售問題
2023年9月，武藏野銀行因在向個人投資者銷售結構性債券（仕組債）時未充分說明風險，違反投資者保護義務，被日本金融廳依《金融商品取引法》下達業務改善命令，要求加強內部管理體制與員工培訓。

## 圖片

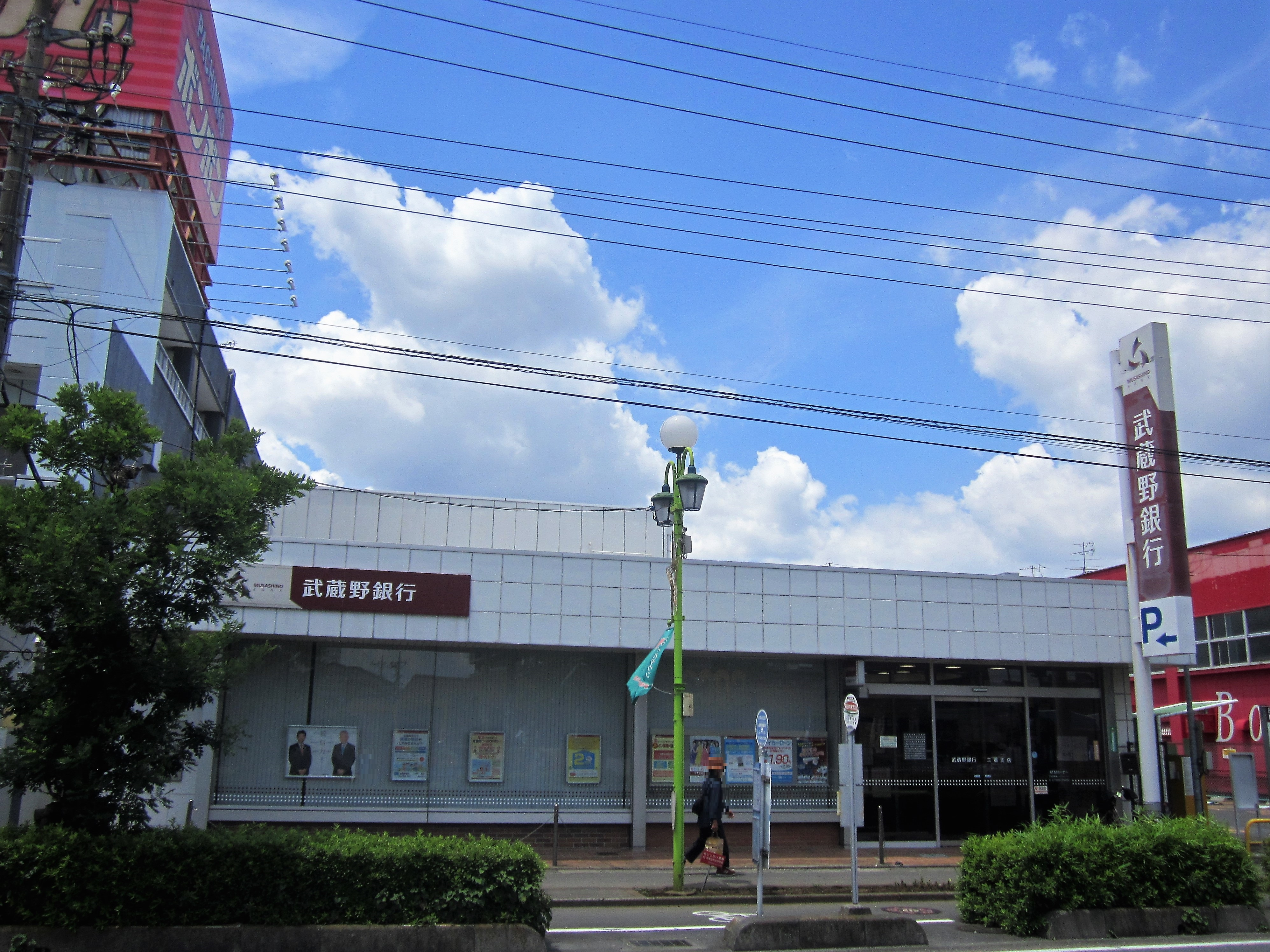
武藏野銀行 三鄉支店
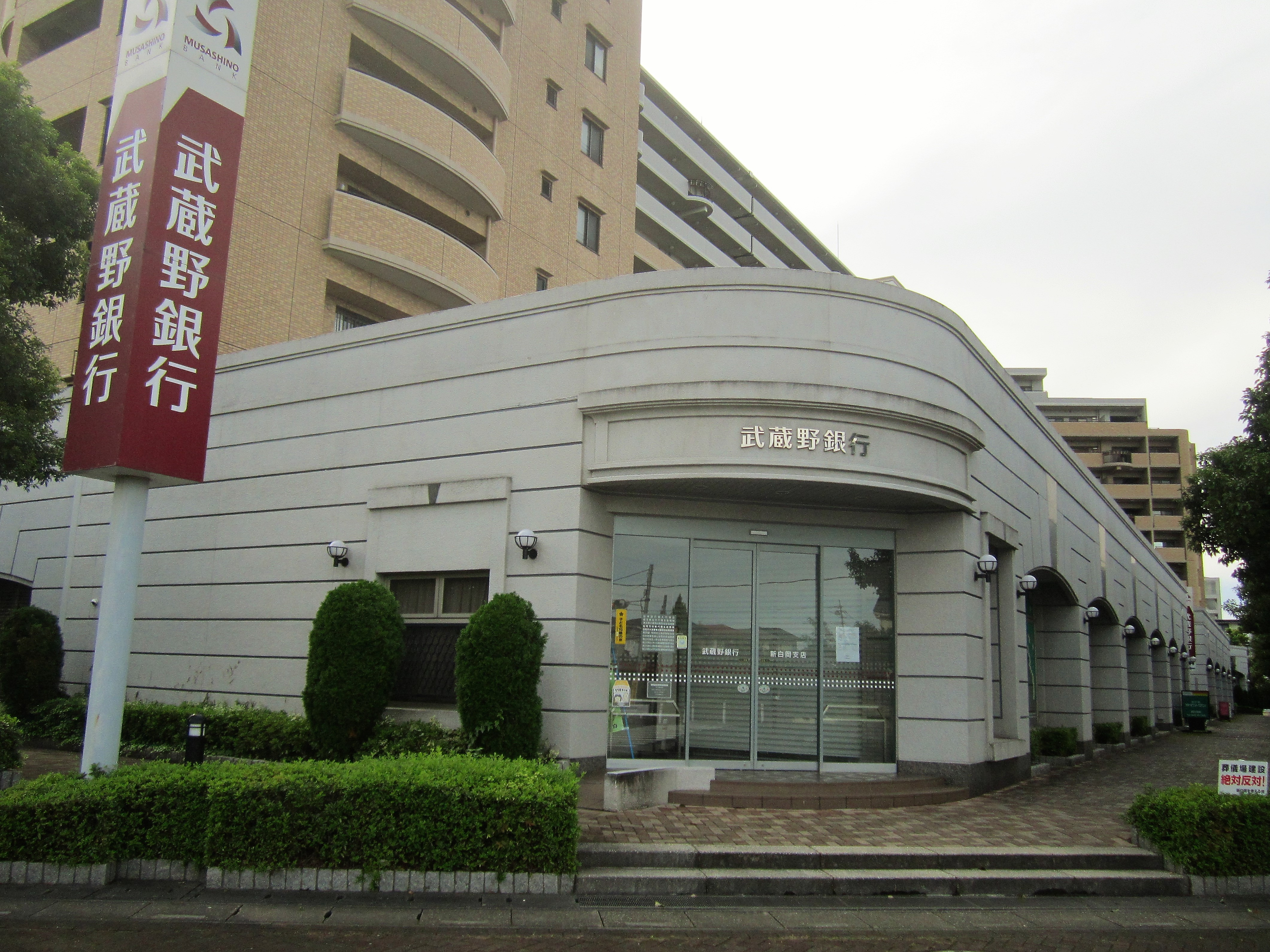
武藏野銀行 新白岡支店（白岡市）
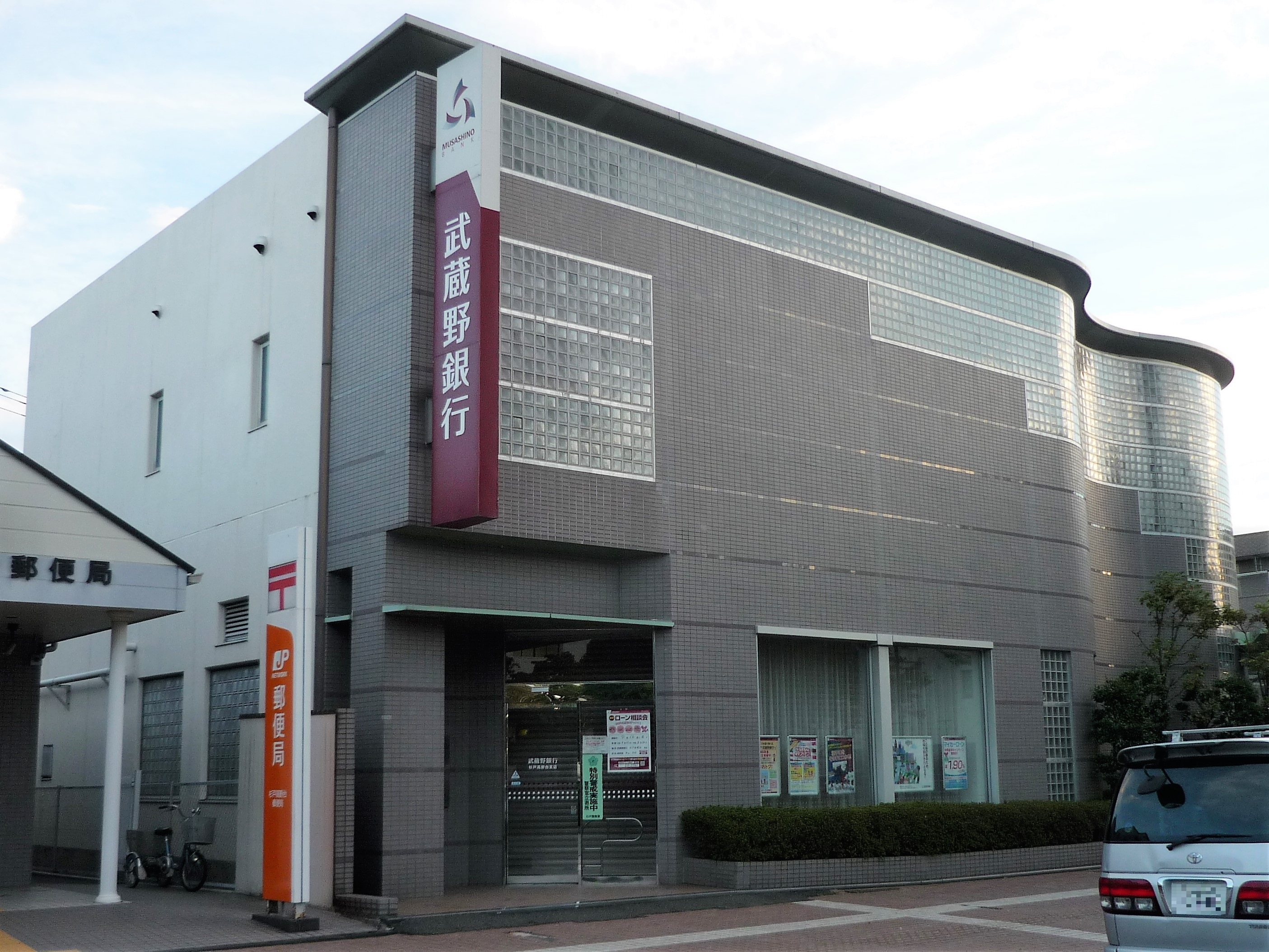
武藏野銀行 杉戶高野台支店（杉戶町）